# Er France
 (décembre 2021).
Er France est un groupe de rock indépendant français.

## Biographie
Le groupe musical fait ses débuts en 2004 avec l'album Petites Filles Back in Town. En 2010, ils sortent leur troisième album, Pardon My French, Chéri!. Le single Sing Song Girl qui en est extrait a été choisi par Fatih Akın pour la bande originale de sa comédie Soul Kitchen sortie en 2009. Il devient aussi un tube très apprécié dans les classements du campus. Alternativement, Er France se maintient bien dans la rotation des radios, et au plus tard avec leur deuxième album Ex Saint, qui sort en octobre 2007, les hymnes de danse devraient être écoutés au-delà de la vie étudiante.
En  2015, ils sortent leur quatrième album, The Great Escape.

## Style musical
La chanteuse Isabelle Frommer est originaire de Lyon, et André Tebbe écrit les chansons et joue de la guitare. Ensemble, ils s'orientent vers le rock indépendant des années 1980. Les textes sont chantés tantôt en français, tantôt en anglais et intègrent peu à peu des mots allemands. Pour laut.de, le genre joué ressemble à une émulsion d'électro-pop et de guitares entraînantes. Dans leur texte d'information, Er France qualifie leur musique de « French 'n' roll ».

## Discographie
- 2004 : Petites Filles Back in Town
- 2007 : Ex Saint
- 2010 : Pardon My French, Chéri!
- 2015 : The Great Escape